# 2-га гвардійська мотострілецька дивізія (СРСР)
2-га гвардійська мотострілецька Таманська ордену Жовтневої революції Червонопрапорна ордену Суворова дивізія ім. М. І. Калініна (2 гв. МСД, в/ч 23626) — з'єднання мотострілецьких військ Радянської армії, що існувало у 1940—1992 роках.
Після розпаду СРСР дивізія увійшла до складу Збройних сил РФ як 2-га гвардійська мотострілецька дивізія.

## Історія
Влітку 1940 року була створена 127-ма стрілецька дивізія у Харкові.
Дивізія воювала у складі Західного, Резервного, Брянського, Південно-Західного, Південного, Північно-Кавказького, Закавказького, 1-го Прибалтійського, 2-го Білоруського фронтів й у Окремій приморській армії.
Брала участь у Смоленській битві 1941 року, Орловсько-Брянській операції, оборонних боях при Курську й Тимі 1941 року, битві за Кавказ, Новоросійсько-Таманській, Керченсько-Ельтигенській десантній, Кримській, Білоруській, Прибалтійській й Східно-Пруській операціях.
Завершила війну 17 квітня 1945 року на Земландському півострові.
За прорив Блакитної лінії й наступ на Таманському півострові 9 жовтня 1943 року дивізія перейменована на 2-гу гвардійську стрілецьку Таманську Червонопрапорну ордену Суворова дивізію імені М. І. Калініна.
У грудні 1953 року дивізія переформована у 23-тю гвардійську механізовану дивізію.
23 березня 1957 року дивізія переформована у 23-тю гвардійську мотострілецьку дивізію.
17 листопада 1964 року дивізія перейменована на 2-гу гвардійську мотострілецьку дивізію.
1983 року зі складу дивізії виведений 404-й гвардійський мотострілецький полк й на його базі створена 27-ма гвардійська окрема мотострілецька бригада.
Після розпаду СРСР дивізія увійшла до складу Збройних сил РФ як 2-га гвардійська мотострілецька дивізія.

## Командири
- Іван Волошин, генерал-майор — (1964—1965);
- Іван Теніщев, генерал-майор — (1965—1968);
- Юрій Хворостьянов, генерал-майор — (1968—1977)
- Генадій Лобачов, генерал-майор — (1977—1979);
- Владислав Полковніцин, генерал-майор — (1979—1982);
- Леонід Золотов, генерал-майор — (1982—1985);
- Олександр Марьїн, генерал-майор — (1985—1988);
- Валерій Марченков, генерал-майор — (1988—1992);